# Charles Sweeney

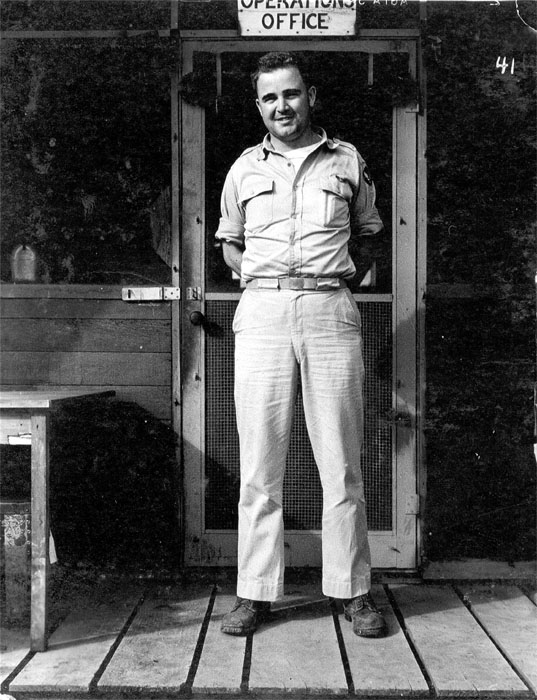
Charles Sweeney.

Charles William "Chuck" Sweeney, född 27 december 1919 i Lowell i Massachusetts, död 16 juli 2004 i Boston i Massachusetts, var en amerikansk generalmajor och bombplanspilot. 
Sweeney flög Great Artiste, en B-29 Superfortress, som observatörsplan bredvid bombplanet Enola Gay av samma typ när det fällde atombomben över Hiroshima i Japan 6 augusti 1945. Sweeney och hans andrepilot Fred Olivi fick det följande uppdraget. Från B-29:an Bockscar fällde de atombomben Fat man, som ödelade Nagasaki och dödade runt 39 000 människor, industriarbetare åtminstone 72 % av dem 9 augusti 1945.  
Charles W. Sweeney befordrades till brigadgeneral 1956 och blev då den yngste inom USAF med den graden. Han pensionerades 1976. 
Sweeney skrev även en bok, War's End: An Eyewitness Account of America's Last Atomic Mission (1997) ISBN 0-380-97349-9. 